# Aart Jacob Marcusse

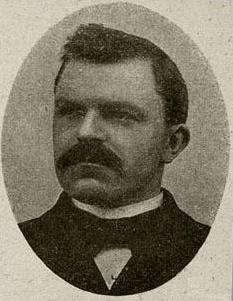
A.J. Marcusse ten tijde van zijn benoeming tot commissaris in 1907

Aart Jacob Marcusse (Wissekerke, 14 augustus 1868 – Halsteren, 9 januari 1933) was hoofdcommissaris van Amsterdam.
Na de lagere school bezocht hij militaire scholen in Nieuwersluis en Kampen. Ondanks deze militaire opleiding volgde een politiecarrière toen hij in augustus 1891 als volontair begon bij de politie van Goes. Daarna werkte hij vanaf maart 1892 als inspecteur bij de politie van Katwijk, in 1893 volgde zijn benoeming als inspecteur te Leeuwarden en begin 1894 in dezelfde functie te Gouda. In juni van dat jaar trad hij als inspecteur derde klasse in dienst bij de Amsterdamse politie waar hij ging werken bij het bureau Noordermarkt. In mei 1895 trouwde hij met de in Bergen op Zoom geboren G.A. Vetten en in november werd hij als inspecteur tweede klasse waarbij hij werd overgeplaatst naar het hoofdbureau. Daar werd hij ingezet bij de, door de net benoemde hoofdcommissaris J.A. Franken ingestelde, actieve dienst van de centrale recherche. In mei 1901 werd Marcusse bevorderd tot inspecteur eerste klasse. Hierna werkte hij op de administratieve dienst van de centrale recherche en begin 1907 volgde overplaatsing naar het bureau 'Ferdinand Bolstraat'. Na het overlijden van commissaris mr. Van Raalte werd Marcusse in oktober van dat jaar benoemd tot commissaris waarbij hij dus de rang hoofd-inspecteur oversloeg. Hierna ging hij leiding ging geven aan de sectie Jonas Daniël Meijerplein. In januari 1908 werd hij weer geplaatst op het hoofdbureau maar nu als "commissaris toegevoegd".
In 1918 kreeg de hoofdcommissaris Th.M. Roest van Limburg te maken met ernstige gezondheidsproblemen waarbij Marcusse als waarnemend hoofdcommissaris vaak en langdurig diens taak op zich nam. Op 17 februari 1919 volgde hij Roest van Limburg op die vanwege die gezondheidsproblemen vervroegd met pensioen ging. Hiermee was Marcusse sinds het overlijden van Chr. de Bie in 1863 de eerste hoofdcommissaris die voortkwam uit het eigen politiekorps. Op het moment van benoeming was hij commissaris toegevoegd aan de administratie en de oudste van de zes commissarissen van het Amsterdamse politiekorps. In zijn oude functie werd hij opgevolgd door H.J. Versteeg die hem in 1929 ook als hoofdcommissaris zou opvolgen.

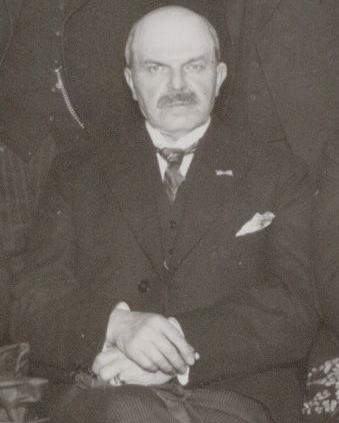
A.J. Marcusse bij zijn afscheid als hoofdcommissaris (nov. 1928)

Doordat het korps de beschikking kreeg over meer financiële middelen kon meer personeel worden aangenomen en konden anderen doorstromen naar een hogere rang; zo groeide in twee jaar tijd het aantal inspecteurs van 70 naar 113, het aantal brigadiers van 103 naar 160 en het aantal agenten van 1533 naar 2100. Hierdoor werd het mogelijk de werktijden te verkorten en een wekelijkse rustdag in te voeren. Daarnaast konden de salarissen van de Amsterdamse politieambtenaren harder groeien dan die van de overige gemeenteambtenaren en collega's in andere steden. Bovendien kwamen er enkele diensten bij zoals de kinderpolitie, de inlichtingendienst, de motorbrigade en de zedenpolitie. Voor een deel ging het hier om plannen die door Roest van Limburg al waren voorbereid maar vanwege de Eerste Wereldoorlog nog niet waren doorgevoerd.
In 1928 wilde Marcusse na ruim 9 jaar zijn functie als hoofdcommissaris neerleggen, maar vanwege de Olympische Zomerspelen van 1928 die in Amsterdam gehouden werden is hij op speciaal verzoek van hogerhand op dit voornemen teruggekomen. Een half jaar later, op 1 januari 1929, ging Marcusse alsnog met vervroegd pensioen waarbij hij als afscheidscadeau de eigendomspapieren van een huis in Halsteren (nabij Bergen op Zoom) overhandigd kreeg. Naast de functie van hoofdcommissaris heeft hij andere functies gehad; zo was hij onder andere directeur van het Rijksbureau betreffende de Bestrijding van de handel in vrouwen en kinderen en ontuchtige uitgaven.
Direct na zijn pensionering verhuisde hij samen met zijn vrouw naar dat huis in Halsteren in welke plaats hij vier jaar later op 64-jarige leeftijd overleed.

## Trivia
- De schrijver Dick van den Heuvel heeft samen met Simon de Waal vier thrillers geschreven over een apotheker/kriminalist. Hoewel het om fictie gaat, heeft de in deze boeken voorkomende hoofdpersoon C.J. van Ledden Hulsebosch (1877-1952) echt bestaan net als een deel van de andere personages in die boeken waaronder zijn tijdgenoten burgemeester De Vlugt en hoofdcommissaris Marcusse. In het boek De Rembrandtcode is het Marcusse die zelf verdacht wordt van een moord.